# 1995 no cinema
Esta é uma lista de filmes lançados em 1995. A aguardada sequência Die Hard with a Vengeance foi o maior sucesso de bilheteria do ano e Braveheart vencedor do Oscar de melhor filme.

## Maiores bilheterias
Os 10 filmes mais lançados em 1995 por arrecadação mundial são os seguintes:
| Ranque | Título                    | Distribuidor     | Bilheteria global |
| ------ | ------------------------- | ---------------- | ----------------- |
| 1      | Die Hard with a Vengeance | 20th Century Fox | US$ 366,101,666   |
| 2      | Toy Story                 | Buena Vista      | US$ 363,007,140   |
| 3      | Apollo 13                 | Universal        | US$ 355,237,933   |
| 4      | GoldenEye                 | MGM              | US$ 352,194,034   |
| 5      | Pocahontas                | Buena Vista      | US$ 346,079,773   |
| 6      | Batman Forever            | Warner Bros.     | US$ 336,529,144   |
| 7      | Seven                     | New Line         | US$ 327,311,859   |
| 8      | Casper                    | Universal        | US$ 287,928,194   |
| 9      | Waterworld                | Universal        | US$ 264,218,220   |
| 10     | Jumanji                   | Sony Pictures    | US$ 262,797,249   |

## Eventos
- Oscar 1995
- Globo de Ouro de 1995

## Filmes
| Data           | Filme                                  | Diretor            | Elenco                                                | Observação   | Ref |
| -------------- | -------------------------------------- | ------------------ | ----------------------------------------------------- | ------------ | --- |
| 27 de janeiro  | Before Sunrise                         | Richard Linklater  | Ethan Hawke, Julie Delpy                              | Romance      |     |
| 13 de abril    | Carmen Miranda: Bananas is my Business | Helena Solberg     | Alice Faye, Cesar Romero, Rita Moreno, Aurora Miranda | Documentário |     |
| 22 de setembro | O Convento                             | Manoel de Oliveira | Catherine Deneuve e John Malkovich                    | ficção       |     |
| 15 de Setembro | Hackers                                | Iain Softley       | Angelina Jolie, Jonny Lee Miller, Matthew Lillard     | ficção       |     |
| 22 de setembro | Seven                                  | David Fincher      | Brad Pitt, Morgan Freeman                             | thriller     |     |
| 22 de dezembro | Toy Story                              | John Lasseter      | Tom Hanks, Tim Allen                                  | Animação     |     |

## Prêmios, recordes e vendas
- 9 de setembro - O filme português A Comédia de Deus, de João César Monteiro recebe o Prémio Especial do Júri no Festival de Veneza.

## Nascimentos
| Data            | Nome                  | Profissão                                             | Nacionalidade             | Observações | Ref |
| --------------- | --------------------- | ----------------------------------------------------- | ------------------------- | ----------- | --- |
| 3 de janeiro    | Tonatiuh Elizarraraz  | Ator                                                  | Estados Unidos            |             |     |
| 13 de janeiro   | Eros Vlahos           | Ator                                                  | Reino Unido               |             |     |
| 8 de fevereiro  | Ghilherme Lobo        | Ator                                                  | Brasil                    |             |     |
| 12 de Fevereiro | Daniela Aedo          | Atriz, Cantora, Compositora e Musicista               | México                    |             |     |
| 26 de fevereiro | Gleici Damasceno      | personalidade de televisão e atriz                    | Brasil                    |             |     |
| 23 de março     | Victoria Pedretti     | atriz                                                 | Estados Unidos            |             |     |
| 1 de Abril      | Logan Paul            | lutador profissional, ator, personalidade da internet | Estados Unidos            |             |     |
| 18 de abril     | Virginia Gardner      | atriz                                                 | Estados Unidos            |             |     |
| 21 de abril     | Thomas Doherty        | ator e modelo                                         | Escócia                   |             |     |
| 20 de Junho     | Geraldine Viswanathan | atriz                                                 | Austrália                 |             |     |
| 23 de Junho     | Danna Paola           | Atriz, Cantora, Compositora e Modelo                  | México                    |             |     |
| 30 de Junho     | Marina Ruy Barbosa    | atriz                                                 | Brasil                    |             |     |
| 9 de julho      | Georgie Henley        | atriz                                                 | Reino Unido               |             |     |
| 4 de Agosto     | Bruna Marquezine      | atriz                                                 | Brasil                    |             |     |
| 7 de Agosto     | Sasha Calle           | atriz                                                 | Estados Unidos            |             |     |
| 20 de Agosto    | Liana Liberato        | atriz                                                 | Estados Unidos            |             |     |
| 13 de setembro  | Luke Ishikawa Plowden | ator e modelo                                         | Estados Unidos/ Tailândia |             |     |
| 19 de Setembro  | Rachel Sennott        | atriz                                                 | Estados Unidos            |             |     |
| 19 de Setembro  | Felix Kammerer        | ator                                                  | Áustria                   |             |     |
| 28 de Setembro  | David Lucas           | ator                                                  | Brasil                    |             |     |
| 3 de Outubro    | Ayo Edebiri           | atriz                                                 | Estados Unidos            |             |     |
| 13 de Novembro  | Stella Hudgens        | atriz                                                 | Estados Unidos            |             |     |
| 16 de Novembro  | Noah Gray-Cabey       | ator                                                  | Estados Unidos            |             |     |
| 27 de dezembro  | Timothée Chalamet     | ator                                                  | Estados Unidos / França   |             |     |
| 29 de dezembro  | Ross Lynch            | cantor, ator, dançarino e instrumentista              | Estados Unidos            |             |     |

## Mortes
| Data            | Nome                  | Profissão                     | Nacionalidade                    | Observações | Ref |
| --------------- | --------------------- | ----------------------------- | -------------------------------- | ----------- | --- |
| 2 de fevereiro  | Donald Pleasence      | ator                          | Inglaterra                       | n. 1919     |     |
| 9 de fevereiro  | David Wayne           | ator                          | Estados Unidos                   | n. 1914     |     |
| 17 de fevereiro | Jacyra Silva          | atriz                         | Brasil                           | n. 1940     |     |
| 14 de abril     | António Lopes Ribeiro | cineasta                      | Portugal                         | n. 1908     |     |
| 14 de abril     | Burl Ives             | ator, escritor e cantor       | Estados Unidos                   | n. 1909     |     |
| 16 de abril     | Cy Endfield           | realizador e roteirista       | Estados Unidos                   | n. 1914     |     |
| 25 de abril     | Alexander Knox        | ator e escritor               | Canadá                           | n. 1907     |     |
| 25 de abril     | Ginger Rogers         | atriz                         | Estados Unidos                   | n. 1911     |     |
| 18 de maio      | Alexander Godunov     | bailarino e ator              | União Soviética / Estados Unidos | n. 1949     |     |
| 18 de maio      | Elizabeth Montgomery  | atriz                         | Estados Unidos                   | n. 1933     |     |
| 18 de maio      | Elisha Cook, Jr.      | ator                          | Estados Unidos                   | n. 1903     |     |
| 26 de maio      | Friz Freleng          | animador e cartunista         | Estados Unidos                   | n. 1906     |     |
| 24 de junho     | Ivon Cury             | cantor, compositor e ator     | Brasil                           | n. 1928     |     |
| 29 de junho     | Lana Turner           | atriz                         | Estados Unidos                   | n. 1921     |     |
| 4 de julho      | Eva Gabor             | atriz                         | Hungria / Estados Unidos         | n. 1919     |     |
| 27 de julho     | Miklós Rózsa          | compositor de trilhas sonoras | Hungria / Estados Unidos         | n. 1907     |     |
| 29 de julho     | Curado Ribeiro        | ator                          | Portugal                         | n. 1919     |     |
| 3 de agosto     | Ida Lupino            | atriz                         | Estados Unidos / Reino Unido     | n. 1918     |     |
| 4 de setembro   | Paulo Gracindo        | ator                          | Brasil                           | n. 1911     |     |
| 15 de setembro  | Costinha              | comediante                    | Brasil                           | n. 1923     |     |
| 18 de setembro  | Henriqueta Brieba     | atriz                         | Espanha / Brasil                 | n. 1901     |     |
| 24 de novembro  | Louis Malle           | cineasta                      | França                           | n. 1932     |     |
| 4 de dezembro   | Robert Parrish        | cineasta e ator               | Estados Unidos                   | n. 1916     |     |
| 15 de dezembro  | Varela Silva          | ator                          | Portugal                         | n. 1929     |     |
| 25 de dezembro  | Dean Martin           | cantor e ator                 | Estados Unidos                   | n. 1917     |     |